# 山本勲 (経済学者)
山本 勲（やまもと いさむ、1970年7月17日 - ）は、日本の経済学者。慶應義塾大学商学部教授。慶應義塾大学経済研究所にある慶應義塾大学パネルデータ設計・解析センター長。

## 略歴
神奈川県出身。1993年慶應義塾大学商学部卒業。1995年同大学院商学研究科修了。
2003年ブラウン大学大学院経済学研究科博士課程修了。経済学博士（ブラウン大学） 。
1995年日本銀行入行。日本銀行金融研究所企画役を経て、2007年慶大商学部准教授。2014年教授。

## 著作
- 『デフレ下の賃金変動 名目賃金の下方硬直性と金融政策』（共著、東京大学出版会、2006年）
- 『日本の家計行動のダイナミズムVIII』（共編著、慶應義塾大学出版会、2012年） - 第4回政策分析ネットワーク賞受賞
- 『労働時間の経済分析』（黒田祥子共著、日本経済新聞出版社、2014年） - 第57回日経・経済図書文化賞受賞
- 『実証分析のための計量経済学』（中央経済社、2015年）